# Байкова, Лидия Тихоновна
Лидия Тихоновна Байкова (27 июля 1905, Пенза, Российская империя — 4 июля 1993, Подмосковье, Россия) — советский, российский и украинский художник кино, художник по костюмам.

## Биография
Родилась в Пензе. Окончила Московский педагогический институт (1930) и Художественную студию (1940).
Работала художником на студиях «Союздетфильм», «Стереокино», «Мосфильм».
С 1953 года — художник по костюмам киностудии им. А. Довженко.
В Киеве прожила многие годы, где плодотворно сотрудничала с украинскими актёрами и режиссёрами на картинах, ставших классикой отечественного кинематографа.
В частной жизни была одинока, детей не было. Поэтому, когда заболела, ухаживать за ней стало некому, уехала к близким в Россию. Лидия Тихоновна Байкова скончалась в 1993 году в Подмосковье.
Из воспоминаний художника Эммы Бегляровой:
На киностудию (им. А. Довженко) я попала случайно — в 1984 году. Меня привела туда хорошая знакомая — Лидия Тихоновна Байкова. Это была легендарная женщина, лишённая возраста и понятия быта. Костюмы художницы стали украшением многих выдающихся фильмов, в том числе и „Теней забытых предков“. Она когда-то была в команде режиссёра Марка Донского. Он привёз Лидию Тихоновну с собой из Москвы, а она осталась в Киеве на студии Довженко. Недавно отмечали её столетие в Доме кино. Пришло человек семь… Рядом в ресторане гремел какой-то пир киношников, но оттуда никто не наведался. Николай Мащенко недавно сказал, что Лидия Тихоновна была удостоена двух кинонаград даже в Америке. Ему их даже показали в Голливуде. А художница об этом так и не узнала. Она умерла в нищете в Подмосковье.Оригинальный текст (укр.)На кіностудію (ім. О. Довженка) я потрапила випадково — у 1984 році. Мене привела туди хороша знайома — Лідія Тихонівна Байкова. Це була легендарна жінка, позбавлена віку і поняття побуту. Костюми художниці стали окрасою багатьох видатних фільмів, зокрема й «Тіней забутих предків». Вона колись була в команді режисера Марка Донського. Він привіз Лідію Тихонівну із собою з Москви, а вона залишилася в Києві на студії Довженка. Нещодавно відзначали її століття в Будинку кіно. Прийшло осіб сім… Поруч у ресторані гримів якійсь бенкет кіношників, але звідтіля ніхто не навідався. Микола Мащенко недавно сказав, що Лідія Тихонівна була удостоєна двох кінонагород навіть в Америці. Йому їх навіть показали в Голлівуді. А художниця про це так і не дізналася. Вона померла в злиднях у Підмосков'ї

## Фильмография
Участвовала в создании лент:
- «Конёк-Горбунок» (1941, в соавт., реж. А. Роу)
- «Принц и нищий» (1942, в соавт. из К. Ефимовым, реж. Э. Гарин, Х. Локшина)
- «Миклухо-Маклай» (1947, реж. А. Разумный)
- «Робинзон Крузо» (1947, реж. А. Андриевский)
- «Триста лет тому…» (1956, реж. В. Петров)
- «Дорогой ценой» (1957, реж. М. Донской)
- «Мнение» (1957, фильм-концерт Государственной хоровой капеллы УССР «Мнение», реж. С. Параджанов)
- «Рожденные бурей» (1957, реж. Я. Базелян, А. Войтецкий, В. Войтецкий)
- «Голубая стрела» (1958)
- «Олекса Довбуш» (1959, реж. В. Иванов)
- «Самолёт уходит в 9» (1960, реж. Ю. Лысенко)
- «За двумя зайцами» (1961, реж. В. Иванов)
- «Где есть сын» (1962, реж. А. Войтецкий, Ялтинская киностудия)
- «Бухта Елены» (1963, реж. Л. Эстрин, Марк Ковалев)
- «Тени забытых предков» (1964, реж. С. Параджанов)
- «Вечер на Ивана Купала» (1968, реж. Ю. Ильенко)
- «Почтовый роман» (1969, реж. Е. Матвеев)
- «Белая птица с чёрной отметиной» (1970, реж. Ю. Ильенко)
- «Наперекор всему» (1972, реж. Ю. Ильенко)
- «Мечтать и жить» (1974, реж. Юрий Ильенко)
- «Шторм на суше» (1975, реж. Э. Бочаров)
- «Путь к Софии» / «Patyat kam Sofia» (1978, 5 с, СССР—Болгария, в соавт., реж. Н. Мащенко)
- «Овод» (1980, в соавт. с Людмилой Ралько и В. Зайцевым, реж. Н. Мащенко)
- «Высокий перевал» (1981, реж. В. Денисенко)

## Память
- 19 декабря 2005 года в киевском Доме кино состоялась выставка работ художника по костюмам Лидии Байковой — к столетию со дня рождения. Экспозиция была выставлена в конференц-зале и демонстрировалась два дня[4].